# Ixodes crenulatus
Ixodes crenulatus este o căpușă din familia ixodidele (Ixodidae) răspândită în Europa și Asia, care parazitează unele mamifere (vulpea, bursucul, hârciogul, ariciul, orbeții, șacalul) și pare a fi implicată în ciclul silvatic al encefalitei ruse de primăvară-vară.

## Răspândire
În Europa din Irlanda și Marea Britanie spre est până în Germania, Danemarca, Polonia și Belarus și spre sud până în Spania, Italia, fosta Iugoslavie, România, Bulgaria și Ucraina;
În Rusia în zonele de  stepă și silvostepă din Rusia europeană până în Ținutul Altai, Tuva, Buriația, Regiunea Cita, Regiunea Amur și Ținutul Primorie;
În Asia spre sud până în Iran, India (Kashmir), Afganistan și China (Xinjiang, Tibet, Qinghai, Gansu, Sichuan, Heilongjiang, Jilin, Liaoning, și Mongolia Interioară).

## Gazde
Gazdele principale ale tuturor stadiilor căpușei (larve, nimfe și adulți) sunt: 
- rozătoarele: hârciogul, orbeții, marmotele (Marmota kastschenkoi, Marmota bobac, Marmota baibacina,  Marmota sibirica)
- canidele: vulpea, șacalul. În Marea Britanie și Franța căpușele Ixodes crenulatus infestează frecvent câinii.
- mustelidele: bursucul
- erinaceele: ariciul.

## Importanța medicală și veterinară
Ixodes crenulatus pare a fi implicat în unele zone în  ciclul silvatic al encefalitei ruse de primăvară-vară.

## Prezența în România
În România Ixodes crenulatus este întâlnită foarte rar. Au fost identificate 3 mamifere gazde ale acestei căpușe: vulpea (Vulpes vulpes), bursucul (Meles meles), ariciul (Erinaceus roumanicus).